# Jelka Ovaska Novak
Jelka Ovaska Novak, slovenska prevajalka in pisateljica * 18. junij, 1947, Ljubljana.
Jelka Ovaska je leta 1983 diplomirala iz računalništva. Pred tem je v letih 1971 do 1977 živela na Finskem. Leta 2001 se je zaposlila v Mladinski knjigi kot direktorica programov in leta 2004 postala direktorica Cankarjeve založbe v Ljubljani vse do upokojitve leta 2007.
Jelka Ovaska prevaja finsko književnost v slovenščino, predvsem sodobno prozo A. Paasilinne, V. Huovinena, P. Alasalmija, V. Linne in drugih finskih pisateljev. Za prevod finskega narodnega epa Kalevala je  leta 1998 dobila Sovretovo nagrado, leta 1999 pa finsko državno nagrado za prevajalski opus. Najbolj znani so njeni prevodi del Arta Paasilinne, najbolj popularnega finskega avtorja satirično humornih romanov. Prevod njegovega romana Gozd obešenih lisic v slovenščino je bil sploh prvi prevod Paasilinnovih del v kakšen tuj jezik. Odtlej je Paasilinna najbolj prevajani finski avtor v več kot dvajsetih jezikih.
Leta 2011 je izšel njen roman Severnica nad Olimpom, ki govori o erotiki in ljubezni v zrelih letih in polemizira s pojmovanjem, ki erotiko enači zgolj s seksom. Glavna junaka sta 62 letna ločena finska profesorica Aino in ovdoveli temperamentni Grk Spiros. Potujeta po Provansi, njuno potovanje pa postaja vedno bolj tudi telesno,duhovno in čustveno doživljanje in spoznavanje drug drugega. 
Leta 2014 je izšel njen drugi roman Lovke, tajkunska kriminalka in detektivka, ki govori o temnih plateh slovenske tranzicije. Glavni junaki so Viktor Šibrer, prebrisan direktor prevozniškega podjetja, ki si je v osamosvojeni Sloveniji zgradil pravi gospodarski imperij z mrežo podjetij v tujini, njegov nečak Igor Šibrer, tajkun in pobegli mož ter štiri odločne sestre, ki se poženejo v lov na resnico.

## Romani
- Severnica nad Olimpom (COBISS)
- Lovke (COBISS)

## Pregled prevodov
- Narodni ep:
  - Kalevala - kratka verzija (COBISS)
  - Kalevala (COBISS)
- Arto Paasilinna:
  - Gozd obešenih lisic (COBISS)
  - Rešitelj Surunen (COBISS)
  - Zajčje leto (COBISS)
  - Tuleči mlinar (COBISS)
  - Očarljivi skupinski samomor (COBISS)
  - Dedu za petami (COBISS)
  - Župnikov zverinski služabnik (COBISS)
  - Srečni človek (COBISS)
  - Prikupna struparka (COBISS)
  - Na lovu za spomini (COBISS)
- Väino Linna:
  - Neznani vojak (COBISS)
- Päivi Alasalmi:
  - Srečni ljudje (COBISS)
- Mauri Kunnas:
  - Božiček (COBISS)
  - Dvanajst daril za Božička
- Daniel Katz:
  - Kako je ded prismučal na Finsko (COBISS)
- Veikko Huovinen:
  - Striček Josip
- Raul Roine:
  - Finske narodne pravljice
- Antti Tuuri:
  - Severna dežela
- Kaija Pakkanen:
  - Dober dan, Amerika!
- Kirsti Kivinen, Anami Poivaara: 
  - Zvezdni prah
- Reko Lundán: 
  - Vedno se kdo izgubi

## Nagrade
- Sovretova nagrada 1998
- Finska državna nagrada za prevajalski opus 1999